# Will Scharf
 (novembre 2024).
Pour les articles homonymes, voir Scharf.
William Owen Scharf (né en 1886 ou 1987) est un avocat et conseiller politique américain. Il est le Secrétaire du cabinet de la Maison-Blanche désigné, devant entrer en fonction en janvier 2025 dans le cadre de la seconde administration Trump. Il s'est précédemment présenté comme candidat à l'élection du procureur général du Missouri en 2024.

## Jeunesse
Scharf est né en 1986 ou 1987. Il réside dans le comté de Saint Louis (Missouri). Scharf a fréquenté la Phillips Academy dans le Massachusetts, puis l'université de Princeton où il a obtenu un baccalauréat en 2008,. Il a ensuite fréquenté la Harvard Law School, où il était président de la Harvard Federalist Society et a obtenu un Juris Doctor en 2011,.

## Carrière
Scharf a d'abord travaillé comme avocat dans le secteur privé. En 2016, il a rejoint l'équipe de campagne de Catherine Hanaway pour le poste de gouverneur du Missouri. Après la défaite de Hanaway face à Eric Greitens lors des primaires, Scharf a ensuite rejoint son équipe. Après la victoire de Greitens et son entrée en fonction comme gouverneur du Missouri, Scharf a été nommé directeur des politiques. Greitens ayant démissionné en 2018, Scharf a par la suite travaillé à New York et à Washington. En 2020, il est devenu Assistant United States Attorney, travaillant dans la division des crimes violents pour la ville de St. Louis.
Scharf a participé aux confirmations de Brett Kavanaugh et Amy Coney Barrett à la Cour suprême des États-Unis. Il a travaillé pour le cabinet CRC Advisors, qui a aidé à sélectionner des candidats pour la Cour pour le Président Donald Trump.
En 2023, Scharf a annoncé sa candidature à l'élection du procureur général du Missouri en 2024, défiant Andrew Bailey pour la nomination républicaine. En octobre 2023, il a rejoint l'équipe juridique de l'ancien Président Trump, travaillant sur plusieurs dossiers, dont l'appel des ordonnances de non-publication, le procès civil pour fraude et son affaire d'immunité présidentielle,. Il a joué un rôle majeur dans l'affaire d'immunité présidentielle, qui s'est conclue par une décision favorable de la Cour suprême donnant une immunité absolue à l'ancien président pour des actes commis en fonction,.
Scharf a été co-soutenu par Trump dans sa course pour le poste de procureur général. Il a finalement été battu lors des primaires par Bailey. Après la victoire de Trump à l'élection présidentielle de 2024, il a nommé Scharf comme assistant du président et Secrétaire du cabinet de la Maison-Blanche.